# Canadian Hot 100
Canadian Hot 100 (Канадская горячая сотня) — еженедельный музыкальный чарт популярности песен в Канаде, выпускаемый журналом Billboard. Чарт дебютировал в Billboard 16 июня 2007 года, хотя был доступен онлайн уже 7 июня 2007 года.
Это был первый раз, когда Billboard составлял чарты «Горячей 100» для определённой страны вне Соединённых Штатов. Первой песней, занявшей высшую позицию в чартах, стала совместная песня Рианны и Jay-Z «Umbrella».

## Достижения песен

### Самое долгое нахождение на первом месте
- 16 недель

The Black Eyed Peas — «I Gotta Feeling» 2009
- 15 недель

Марк Ронсон при участии Бруно Марса — «Uptown Funk» 2015
- 13 недель

Timbaland при участии OneRepublic — «Apologize» 2007—2008
Робин Тик при участии T.I. и Фаррела — «Blurred Lines» 2013
- 11 недель

Рианна при участии Кельвина Харриса — «We Found Love» 2011—2012
OMI — «Cheerleader» 2015
- 10 недель

Maroon 5 при участии Кристины Агилеры — «Moves like Jagger» 2011
Фаррелл Уильямс — «Happy» 2014
- 9 недель

Madonna при участии Джастина Тимберлейка — «4 Minutes» 2008
Кэти Перри — «I Kissed a Girl» 2008
Flo Rida при участии Кеши — «Right Round» 2009
Леди Гага — «Poker Face» 2008—2009
The Black Eyed Peas — «Boom Boom Pow» 2009
Кеша — «Tik Tok» 2009—2010
Кэти Перри при участии Snoop Dogg — «California Gurls» 2010
- 8 недель

Flo Rida при участии T-Pain — «Low» 2008
Maroon 5 при участии Wiz Khalifa — «Payphone» 2012
Pitbull при участии Кеши — «Timber» 2013—2014
Меган Трейнор — «All About That Bass» 2014

### Дебюты на первом месте
| Дата       | Песня                                   | Исполнитель                       | Источник |
| ---------- | --------------------------------------- | --------------------------------- | -------- |
| 21.02.2009 | Crack A Bottle                          | Эминем, Dr. Dre & 50 Cent         | [ 3 ]    |
| 20.02.2010 | Today Was A Fairytale                   | Тейлор Свифт                      | [ 4 ]    |
| 27.03.2010 | Wavin' Flag                             | Young Artists For Haiti           | [ 5 ]    |
| 22.05.2010 | Not Afraid                              | Эминем                            | [ 6 ]    |
| 29.05.2010 | California Gurls                        | Кэти Перри при участии Snoop Dogg | [ 7 ]    |
| 29.01.2011 | Hold It Against Me                      | Бритни Спирс                      | [ 8 ]    |
| 26.02.2011 | Born This Way                           | Леди Гага                         | [ 9 ]    |
| 03.03.2012 | Part Of Me                              | Кэти Перри                        | [ 10 ]   |
| 14.04.2012 | Boyfriend                               | Джастин Бибер                     | [ 11 ]   |
| 01.09.2012 | We Are Never Ever Getting Back Together | Тейлор Свифт                      | [ 12 ]   |
| 31.08.2013 | Roar                                    | Кэти Перри                        | [ 13 ]   |
| 16.11.2013 | The Monster                             | Эминем при участии Рианны         | [ 14 ]   |
| 06.09.2014 | Shake It Off                            | Тейлор Свифт                      | [ 15 ]   |
| 19.09.2015 | What Do You Mean?                       | Джастин Бибер                     | [ 16 ]   |
| 14.11.2015 | Hello                                   | Адель                             | [ 17 ]   |

## Рекорды по количеству синглов № 1
- 13 — Джастин Бибер
- 11 — Рианна
- 10 — Кэти Перри
- 9 — Дрейк
- 7 — Тейлор Свифт